# Birmingham, North Warwickshire and Stratford-upon-Avon Railway
Die Birmingham, North Warwickshire and Stratford-upon-Avon Railway  war eine Eisenbahngesellschaft in England in der Grafschaft Warwickshire.
Die Gesellschaft wurde am 25. August 1894 gegründet. Ursprünglich war sie als Teil eines größeren Systems geplant, erhielt jedoch nur die Konzession zum Bau einer Strecke von Tyseley, einem Vorort von Birmingham nach Stratford-upon-Avon.
Der Gesellschaft gelang es nicht, das notwendige Kapital aufzutreiben. Deshalb übernahm die Great Western Railway (GWR) die Gesellschaft zum 30. Juli 1900 und errichtete die 29 Kilometer lange Bahnstrecke von Tyseley, wo sie von der GWR-Strecke abzweigt, bis nach Bearley, wo sie wieder auf die Strecke der GWR trifft. Am 9. Dezember 1907 wurde der Güterverkehr und am 1. Juli 1908 der Personenverkehr aufgenommen.